# Reserva estatal Shirvan
La reserva estatal Shirvan (en azerí, Şirvan dövlət təbiət qoruğu) es una reserva natural establecida sobre una superficie de 177,45 km² de una parte de la reserva de caza estatal de Bendovan en 1969 con el propósito de proteger e incrementar el número de aves acuáticas. La superficie de la reserva se amplió a 258 km² en 1982. Las reservas de agua se corresponden con 35 km² de la superficie. La reserva se caracteriza por su rica fauna ornitológica. Aves infrecuentes y valiosas anidan y pasan el invierno en las áreas pantanosas de esta reserva. La parte mayor de la reserva fue transferida al Parque nacional Shirvan en 2003 y el área de la reserva actualmente asciende a un total de 62,32 km². 